# Brattleboro

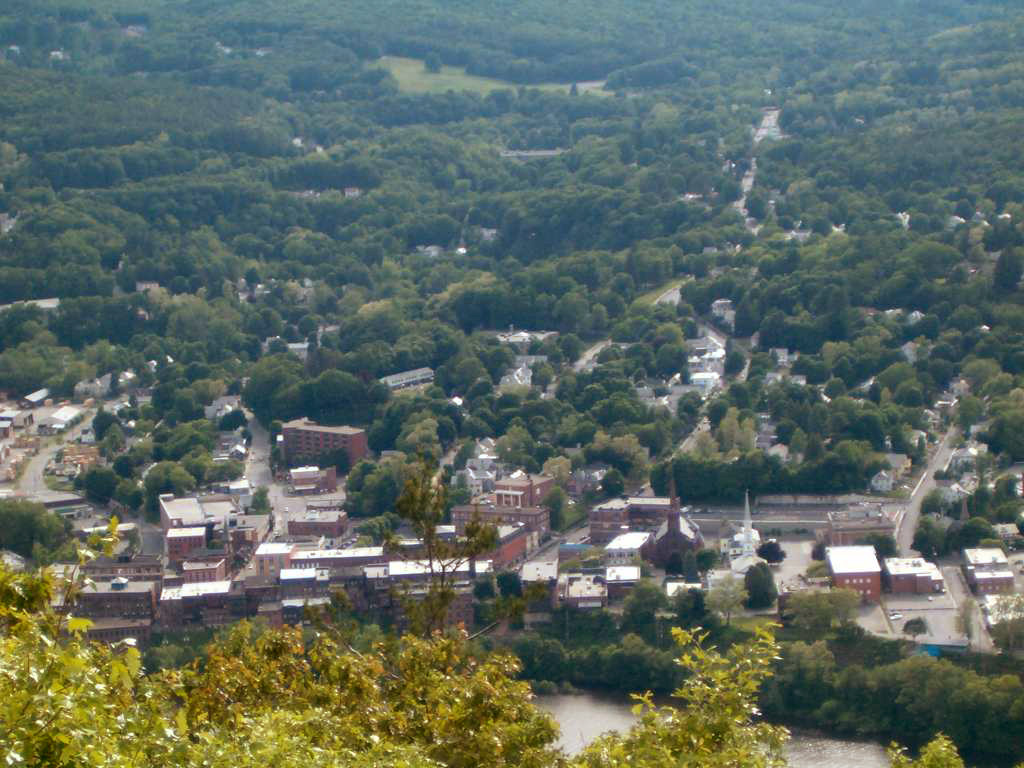
Centro de Brattleboro

Brattleboro é uma cidade localizada no Condado de Windham, Vermont, Estados Unidos. Segundo o censo de 2020 sua população era de 12 162 habitantes. É a cidade mais antiga do estado de Vermont e conhecida pela sua vibrante comunidade artística, estando na nona posição entre 'cidades artísticas' com uma população de 30 000 habitantes ou menos. também conhecido pelo renomado hospital psiquiátrico e centro de repouso Brattleboro Retreat.

## Transporte

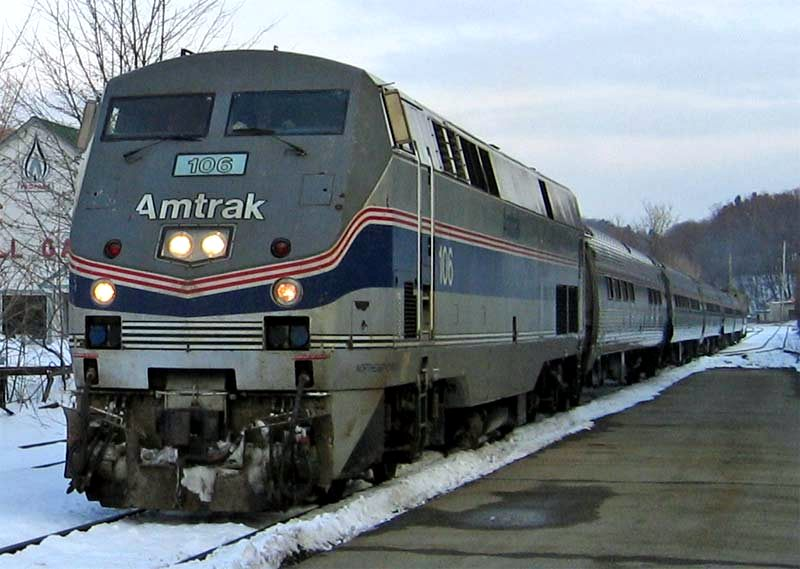
Trem da Amtrak em Brattleboro

### Ferroviários
Amtrak, a empresa estatal federal de transporte ferroviário, opera o Vermonter, seu serviço ferroviário entre Washington, D.C. e Vermont, que passa pela estação de Brattleboro.